# Michael Mukoma
Michael Ndegwa Mukoma (5 maggio 1964) è un ex maratoneta keniota.

## Biografia
Nel 1995 si è piazzato in ventisettesima posizione ai Mondiali nella maratona.

## Palmarès
| Anno | Manifestazione | Sede     | Evento   | Risultato | Prestazione | Note |
| ---- | -------------- | -------- | -------- | --------- | ----------- | ---- |
| 1995 | Mondiali       | Göteborg | Maratona | 27º       | 2h21'08"    |      |

## Altre competizioni internazionali
1995
- 24º alla Maratona di Parigi ( Parigi) - 2h19'04"

1996
- 6º alla Maratona di Roma ( Roma) - 2h17'11"

1997
- 10º alla Maratona di Francoforte ( Francoforte sul Meno) - 2h16'00"

1998
- 6º alla Maratona di Roma ( Roma) - 2h12'52"
- 6º alla Maratona di Enschede ( Enschede) - 2h14'43"
- 4º alla Maratona di Istanbul ( Istanbul) - 2h16'58"

1999
- Oro alla Maratona di Bangkok ( Bangkok) - 2h21'30"
- 7º alla Maratona di Instabul ( Instabul) - 2h21'07"

2000
- 22º alla Maratona di Roma ( Roma) - 2h19'10"

2001
- 10º alla Maratona di Roma ( Roma) - 2h25'08"

2002
- Bronzo alla Maratona di Bangkok ( Bangkok) - 2h33'47"

2006
- 11º alla Maratona di Bangkok ( Bangkok) - 2h40'41"